# 財津圭吾
財津 圭吾（ざいつ けいご）は、日本のソングライター、コラムニスト。

## 来歴
大分県出身。飲食店を経営する両親の元に生まれる。
7歳の時に、音楽教師に勧められ、ジャズを始める。パートはテナーサックス、バリトンサックス。
19歳の頃に初めて出場したカラオケ大会で歌唱をし、ポップスの楽しさに気がつく。
相撲甚句の先駆者である元力士大貴現、志賀礼次郎（高島部屋）の師事を得て様々なカラオケ大会で優勝する。
その後、2007年に上京し本格的に音楽活動を始め、2009年に株式会社黎明を設立。
大分県竹田市の農業協同組合の協力を得て研修センター櫻を設立。池袋を拠点として音楽事務所を運営する。
2011年にFeniZon Recordsを設立し代表を務める。
2012年キングレコード株式会社の運営する歌謡文化アカデミーの認定講師となる。
2013年同レーベルFeniZon Recordsより初のメジャーアーティスト朱里-Syuri-の制作を手掛ける。
2015年、池袋にライブハウスHoteyesをオープン。
2016年、池袋にライブハウス池袋CANOPUSオープン。
2018年池袋FM設立。さらにフリーペーパーTokyo7Spiceの監修を務める。
2019年5月現在、著作家としてサスケ、アンダーグラフ、SURFACE、平川地一丁目、陣内大蔵、東野純直、D-51、JUN SKY WALKER(S)、永井真理子、山根康広、大久保伸隆、矢井田瞳、千綿偉功、山本淳一、杏里、ZYYG、岡本真夜、濱田理恵、原田千栄の取材を行い執筆を行う。
東京での活動の傍ら、地元大分県竹田市の企画について助力する。（竹田キリシタンオリジナルキャラ制作など）
その他、カメラマン、デザイナーとしての手腕も発揮し、自社レーベルのほとんどのデザイン、撮影を担当している。
温泉県大分の『大分温泉家族』の歌唱を行なっている。

## 楽曲提供（メジャーリリース作品）

### アーティスト
- 朱里-Syuri-
  - egoistic☆gravity[4]
  - Sniper in the heart[5]
  - Re： STARTend[6][7]
- 奥村タツロウ
  - Look of love[8]
- 白井愛子
  - 星の花火 ※プロデュース作品[9]
- 山本千明
  - Bang beat rain![10]
- 法正
  - DAWN[11]
- アジアツインズ 光と風Hi-Fu
  - 愛生鳥-Aidori- ※プロデュース作品[12]
- 鈴木結女
  - Birth ※プロデュース作品[13]
- abegakk
  - epilogue ※プロデュース作品[14]
- 早川徹也
  - 白銀の夢{{}}

### ラジオ番組
2012年〜2019年現在
- DAWNRADIO（2012年〜（かわさきFM）2014年〜（FM西東京）2018年〜（池袋FM））　音楽バラエティ番組として運営、プロデュース、ディレクションを勤める。パーソナリティ：朱里-Syuri-　ゲスト：MIQ、鮎川麻弥、鈴木結女、山石敬之[15]、橋本潮、うちやえゆか、奥井亜紀、tohko、濱田理恵　らを迎え運営する。

2014年〜2019年現在
- おふ音ラジオ（2014年〜2018年（FMカオン）、2018年〜（池袋FM））

2015年〜2019年現在
- おちゃらけナイト（2015年〜2016年（葛飾FM）、2016年〜2018年（FMうらら）、2018年〜2019年（池袋FM）　ゲスト：花*花（葛飾FM時代）を迎え運営する。

2015年〜2019年現在
- 山本千明のアナログマン（2015年〜2018年（FMうらら）、2018年〜2019年（池袋FM））ゲスト：櫻井純気を迎え運営する。
- M.UURAの白黒つけようぜ！（2018年～2022年現在　（池袋FM））、番組プロデューサーとして不定期に出演

## 舞台
- 2010年　『MOON WAR ・・・月は黄色か、白、黒か』
- 2011年　『バレンタイム　パラドックス』

## 関連記事
- 作曲家一覧